# Ptiliini
Tribu
Synonymes
- tribu des Actidiini Portevin, 1929[1]
- Ptilina Heer, 1843[1]
- famille des Ptilopteriidae Gistel, 1848[1]

Les Ptiliini sont une tribu de la famille des Ptiliidae, une famille de minuscules coléoptères.

## Classification
Les Ptiliini sont nommées d'après Erichson en 1845 et classifiées en 2019 par A. A. Polilov et al. comme appartenant aux Ptiliinae.

## Liste des genres
Selon BioLib (26 février 2021) :
- genre Actidium Matthews, 1868
- genre Bambara Vuillet, 1911
- genre Ptilium Gyllenhal, 1827

Selon Paleobiology Database (26 février 2021) :
- genre Micridium
- genre Ptilium